# Marta Kauffman
Marta Fran Kauffman (* 21. September 1956) ist eine US-amerikanische Fernsehproduzentin. Zusammen mit David Crane entwickelte und produzierte sie die erfolgreiche Sitcom Friends sowie die Fernsehserien Veronica und Jesse. Von 2015 bis 2022 lief die von ihr mitentwickelte Serie Grace and Frankie.
Kauffman war mit dem Komponisten Michael Skloff verheiratet, das Paar ist seit 2015 geschieden.